# Gaya bordasii
Gaya bordasii är en malvaväxtart som beskrevs av A. Krapovickas. Gaya bordasii ingår i släktet Gaya och familjen malvaväxter. Inga underarter finns listade i Catalogue of Life.